# Kalaburagi

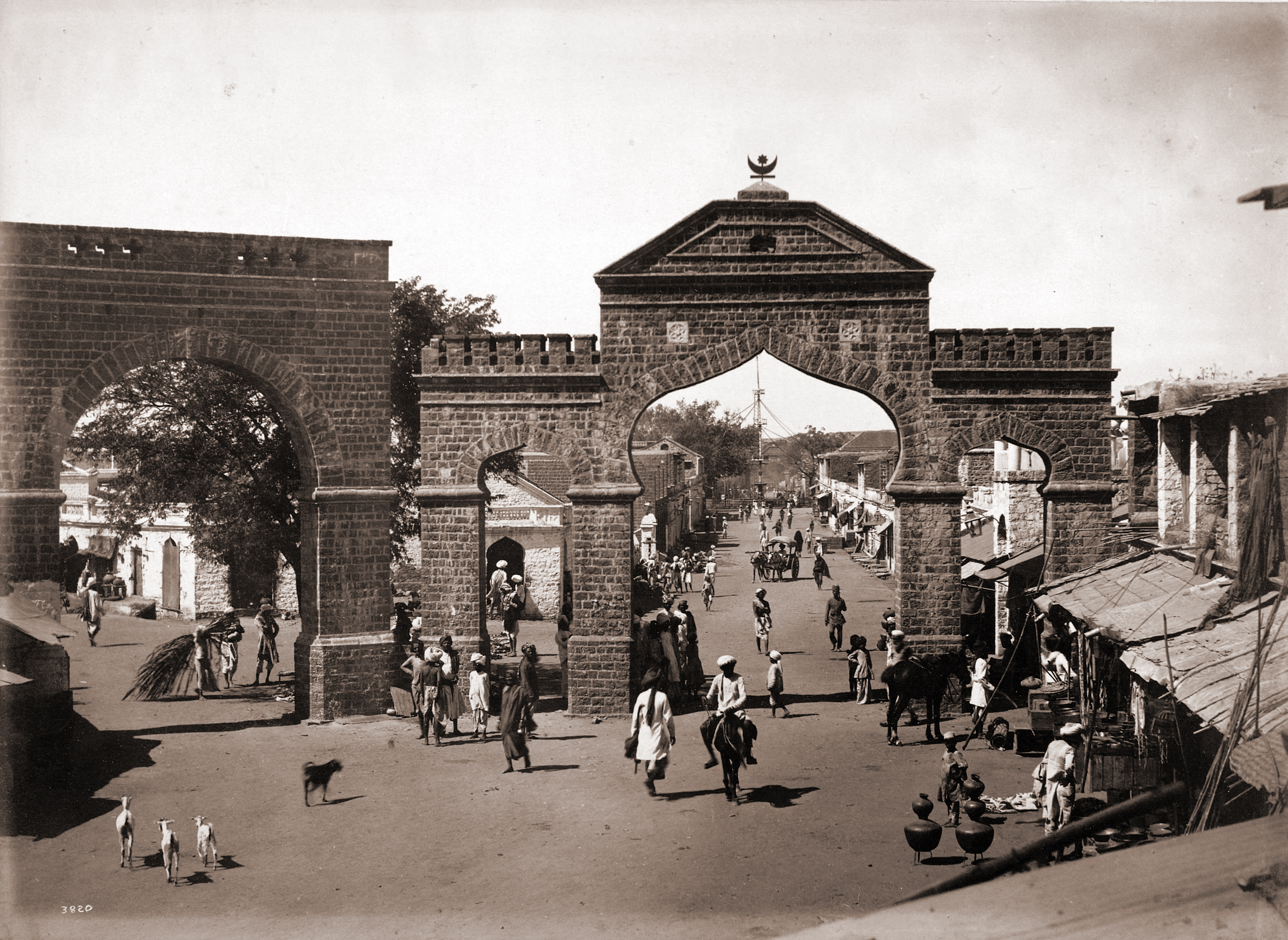
Ansicht Kalaburagis im Jahr 1880

Kalaburagi (Kannada: ಕಲಬುರ್ಗಿ; Urdu: گلبرگہ; Gulbarga), bis 2014 Gulbarga (Kannada: ಗುಲ್ಬರ್ಗ), ist eine Stadt im Norden des südindischen Bundesstaats Karnataka. 
Mit 540.000 Einwohnern (Volkszählung 2011) ist sie die viertgrößte Stadt Karnatakas. Kalaburagi ist Hauptstadt des Distrikts Kalaburagi.

## Geografie
Kalaburagi liegt im Hochland von Dekkan auf 17,34 Grad nördlicher Breite und 76,82 Grad östlicher Länge. Die Stadt gehört zum Bundesstaat Karnataka. Sie ist rund 180 Kilometer Luftlinie von Hyderabad im Osten, 460 Kilometer von Mumbai im Nordwesten und 490 Kilometer vom südlich gelegenen Bengaluru entfernt.
|                       | Jan  | Feb  | Mär  | Apr  | Mai  | Jun   | Jul   | Aug   | Sep   | Okt  | Nov  | Dez  |   |      |
| Mittl. Tagesmax. (°C) | 30,8 | 33,7 | 37,3 | 39,6 | 40,3 | 35,4  | 31,8  | 31,3  | 31,6  | 32,3 | 30,8 | 29,8 | ⌀ | 33,7 |
| Mittl. Tagesmin. (°C) | 16,0 | 18,2 | 21,8 | 24,9 | 25,9 | 23,7  | 22,4  | 22,0  | 22,1  | 20,9 | 17,8 | 15,2 | ⌀ | 20,9 |
|                       |      |      |      |      |      |       |       |       |       |      |      |      |   |      |
| Niederschlag (mm)     | 5,0  | 5,3  | 7,7  | 19,2 | 35,3 | 105,7 | 137,7 | 141,2 | 187,9 | 79,9 | 25,3 | 4,8  | Σ | 755  |
|                       |      |      |      |      |      |       |       |       |       |      |      |      |   |      |
| Regentage (d)         | 0,4  | 0,6  | 0,9  | 3    | 4    | 9,7   | 12,8  | 12,8  | 12,7  | 6,3  | 2,3  | 0,7  | Σ | 66,2 |

| 16,0 |

| 18,2 |

| 21,8 |

| 24,9 |

| 25,9 |

| 23,7 |

| 22,4 |

| 22,0 |

| 22,1 |

| 20,9 |

| 17,8 |

| 15,2 |

| 16,0 |

| 18,2 |

| 21,8 |

| 24,9 |

| 25,9 |

| 23,7 |

| 22,4 |

| 22,0 |

| 22,1 |

| 20,9 |

| 17,8 |

| 15,2 |

## Geschichte
Kalaburagis Ursprünge reichen bis in die Zeit der Chalukyas von Kalyani zurück, die vom 10. bis späten 12. Jahrhundert große Teile des Dekkans beherrschten. Ihnen folgten die Yadavas.
Zu Beginn des 14. Jahrhunderts gelangte Kalaburagi unter die Herrschaft des muslimischen Sultanats von Delhi. 1345 spaltete sich von diesem das Bahmani-Sultanat ab, dessen Hauptstadt Gulbarga bzw. Kalaburagi 1347 wurde. In den folgenden Jahrzehnten war die Stadt damit Mittelpunkt der damals wichtigsten Macht Zentralindiens, ein Zentrum islamischer Kultur und Bildung. Doch schon 1428 verlor es diesen Status an Bidar, das die alte Hauptstadt bald an Glanz übertraf. Kalaburagi verlor allmählich an Bedeutung. 
Nach dem Zerfall des Bahmani-Sultanats kam die Stadt 1492 zu Bidar, einem der fünf Dekkan-Sultanate, die aus dem Reich der Bahmaniden hervorgingen. 1520 überfiel das hinduistische Großreich Vijayanagar die Stadt und zerstörte große Teile. 1609 ging Kalaburagi in den Besitz des mächtigeren Sultanats Bijapur über, das Bidar unterworfen hatte.
1686 eroberte Großmogul Aurangzeb Bijapur und damit auch Kalaburagi. Doch schon 1724 bekam die Stadt den nächsten neuen Herren, als der Statthalter Asaf Jah I. sich in der von ihm verwalteten Provinz des Dekkan de facto vom Mogulreich unabhängig machte. So entstand der Staat Hyderabad. 
1956 wurde der nunmehrige Bundesstaat Hyderabad aufgelöst und Kalaburagi dem nach Sprachgrenzen neu geordneten Bundesstaat Mysore, seit 1973 Karnataka, zugeordnet. Anlässlich des fünfzigsten Jahrestags der Gründung des Bundesstaats im Jahr 2006 beschloss die Regierung von Karnataka nach einem Vorschlag des Schriftstellers U. R. Ananthamurthy, die bis dahin Gulbarga benannte Stadt in Kalaburagi umzubenennen. Die indische Zentralregierung unter Premierminister Manmohan Singh stimmte der Namensänderung zunächst nicht zu. Erst unter der bei der 2014 neu gewählten Regierung von Premierminister Narendra Modi trat die Umbenennung am 1. November 2014 offiziell in Kraft.

## Bevölkerung
Nach der Volkszählung 2011 hat Kalaburagi 543.147 Einwohner. 60 Prozent der Bevölkerung sind Hindus, 37 Prozent sind Muslime. Christen, Jainas und Buddhisten sind kleinere Minderheiten. Die Hauptsprache ist Kannada, das nach der Volkszählung 2001 von 55 Prozent der Bevölkerung als Muttersprache gesprochen wird. Unter der muslimischen Minderheit ist Urdu (36 Prozent) verbreitet. Kleinere Minderheiten sprechen Marathi (4 Prozent), Hindi (3 Prozent) und Telugu (2 Prozent).

## Sehenswürdigkeiten
Kalaburagi wurde zur Zeit der Bahmaniden ausgebaut und befestigt. Davon zeugen noch heute der dicke Mauerring und der breite Graben der mittlerweile stark zerfallenen Festung mit ihren 15 Türmen.
Kalaburagis größte Sehenswürdigkeit ist die innerhalb der Festung gelegene Jama Masjid (Freitagsmoschee), die 1367 vollendet wurde. Ihre Bauweise gilt als einzigartig in Indien, da der Innenhof vollständig mit Kuppeln überdacht wurde, ähnlich der Großen Moschee von Córdoba in Spanien. Neben der Hauptkuppel wird der Bau von vier Eckkuppeln und insgesamt 75 kleineren geschmückt.
Außerdem befinden sich in Kalaburagi die Kuppelgräber mehrerer Bahmani-Sultane sowie das Grabmal des bedeutenden muslimischen Heiligen Sayyid Husain Bandanawaz Gisudaraz, der 1413 in die Stadt gekommen war.

## Wirtschaft und Infrastruktur
Der Hauptort wurde, als in den 1870ern der Abzweig zwischen der Great Indian Peninsula Railway und Nizam’s Guaranteed State Railway hergestellt wurde, zum Eisenbahnknoten. Der Distrikt Kalaburagi ist noch stark landwirtschaftlich geprägt und zählt daher zu den unterentwickeltsten Gebieten Karnatakas. Die Stadt selbst weist aber seit einigen Jahren ein beachtliches Wirtschaftswachstum auf. Die wichtigsten Industriezweige sind Zementherstellung, Textil- und Lederindustrie. Der Fremdenverkehr ist noch von eher untergeordneter Rolle, könnte in Zukunft aber von der verhältnismäßig guten Verkehrsanbindung profitieren, da Kalaburagi an einer der wichtigsten Eisenbahnstrecken des Landes, von Mumbai nach Bengaluru, liegt. Der Flughafen Gulbarga Kalaburagi wurde 2019 eröffnet. Ein Softwarepark ist in Planung.
Kalaburagi ist Sitz einer Universität.